# Crocidura canariensis
Crocidura canariensis је сисар из реда Soricomorpha и фамилије Soricidae.

## Угроженост
Ова врста се сматра угроженом.

## Распрострањење
Ареал врсте је ограничен на једну државу. 
Шпанија је једино познато природно станиште врсте, тачније Канарска острва.

## Станиште
Станишта врсте су екосистеми ниских трава и шумски екосистеми и пустиње.